# Paraleptastacus ammodytensis
Paraleptastacus ammodytensis is een eenoogkreeftjessoort uit de familie van de Leptastacidae. De wetenschappelijke naam van de soort is voor het eerst geldig gepubliceerd in 1952 door Carvalho.